# Église de la Santissima Trinità dei Pellegrini
Pour l’article homonyme, voir Église de la Santissima Trinità dei Pellegrini (Naples).
L'église Santissima Trinità dei Pellegrini se situe dans le centre historique de Rome, dans le Rione Regola, à proximité du palais Farnèse, du Pont Sisto et de la Via Giulia, sur la place éponyme.

## Historique

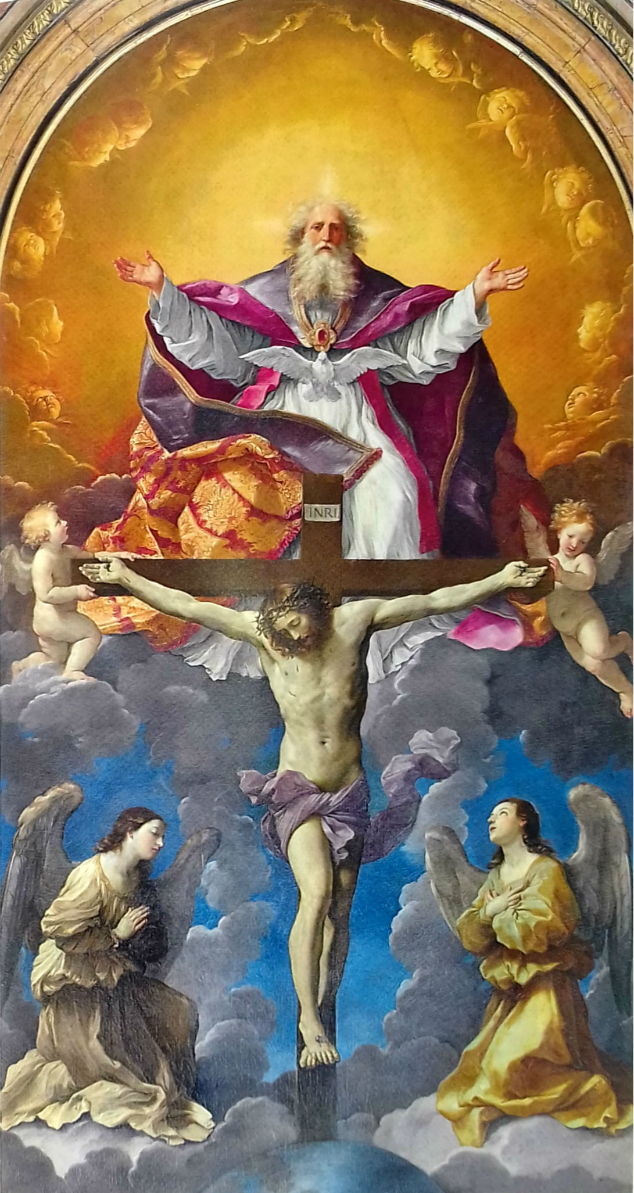
La Sainte Trinité, Guido Reni, abside.

L'église a été construite entre 1587 et 1597 par l'architecte Martino Longhi l'Ancien pour l'Archiconfraternité de la Très Sainte Trinité des Pèlerins, fondée par saint Philippe Néri en 1548. Cette confraternité avait pour vocation l'accueil et l'assistance aux pèlerins qui se rendaient à Rome.
C'est en 1722 que G. Battista de Rossi commanda à Giuseppe Sardi la construction de la façade actuelle, sur des plans du romain Francesco de Sanctis. Les travaux furent terminés en 1723. La façade est en travertin, légèrement incurvée. Douze colonnes encadrent quatre niches décorées. Au milieu s'ouvre le portail, et au-dessus une haute fenêtre surmontée d'une tête de chérubin. Dans quatre niches, entourées de colonnes, se trouvent les statues des évangélistes, œuvres de Bernardino Ludovisi.
L'église est en forme de pseudo croix latine où s'ouvrent six chapelles latérales rectangulaires au plafond en forme de voûte en berceau. Elle est surmontée d'une coupole construite en 1612, elle-même terminée par un lanternon.
Sur le maître-autel se trouve La Sainte Trinité réalisée par Guido Reni.
L'église a été confiée à la Fraternité sacerdotale Saint-Pierre par le pape Benoît XVI en 2008 ; il y est célébré la messe selon le rite tridentin.